# Bitva u Arausia
Bitva u Arausia byla svedena 6. října 105 př. n. l. poblíž dnešního francouzského města Orange. Vstříc migrujícím kmenům Kimbrů a Teutonů pod vedením náčelníka Boiorixe byla vyslána dvě římská vojska, jímž veleli prokonzul Quintus Servilius Caepio a konzul Gnaeus Mallius Maximus. Rozepře římských velitelů však znemožnily vzájemnou kooperaci mezi Římany, což mělo nakonec za následek jejich pohromu. V bitvě prý padlo kolem 80 000 legionářů, spolu s nimiž zemřeli také jejich sloužící a táborový doprovod. Katastrofální porážka Římanů dopomohla k politickému vzestupu Gaia Maria, který později provedl radikální reformu římských legií a odvodů. Z hlediska množství lidských ztrát se Arausio řadí mezi nejvražednější bitvy světových dějin a mezi největší římské porážky.

## Bitva
Putování kmene Kimbrů Galií a přilehlými zeměmi na konci 2. století př. n. l. vážně vychýlilo rovnováhu sil v oblasti a vyprovokovalo mnohé kmeny, jako třeba Helvéty, ke střetnutí s Římany. Přepadení římských vojáků a současně probíhající povstání Galů v Tolose (dnešní Toulouse) přimělo Římany ke zvýšení své vojenské aktivity v Zaalpské Galii. Po znovuobsazení Tolosy přijal prokonzul Quintus Servilius Caepio defenzivní strategii, přičemž vyčkával na případný útok Kimbrů na římské území. K němu došlo v říjnu roku 105 př. n. l.
V této době tábořily při řece Rhodanu (Rhône) nedaleko Arausia dvě římské armády: jedna vedená konzulem Gnaeem Malliem Maximem, druhá v čele s prokonzulem Quintem Serviliem Caepionem. Jako konzulovi pro tento rok náležela Maximovi pozice nadřízeného velitele, jelikož byl však Maximus homo novus („nový člověk“) a postrádal tedy vznešený aristokratický původ, odmítal se Caepio podřídit jeho autoritě a místo toho utábořil své vojsko na opačném břehu.
K prvnímu kontaktu mezi nepřátelskými silami došlo, když detašovaný oddíl pod velením legáta Marca Aurelia Scaura narazil na postupující předvoj Kimbrů. Římští vojáci byli v následné potyčce zcela potřeni, sám legát byl zajat a předveden před náčelníka Boioriga. Scaurus si navzdory svému nepříznivému postavení počínal velice arogantně a doporučil Boiorigovi, aby se se svými lidmi stáhnul dříve, než bude zničen římskými vojsky. Náčelník byl Římanovou nestoudnou odpovědí silně rozhořčen, načež nechal Scaura uvězněného v proutěné kleci zaživa upálit.
Maximovi se po zprávě o Scaurově osudu podařilo pohnout s Caepionem, který poté přesunul svoje legie na stejný břeh řeky, nicméně nadále se zdržoval v jisté vzdálenosti od Maximova tábora, čímž v podstatě vydal své spoluobčany nepřátelům. Stejně přezíravě se zachoval i vůči poslům ze senátu, kteří na něho apelovali, aby spojil své síly s Maximovými. Kimbrové byli přítomností dvou vojsk zaskočeni, nicméně nesvornost Římanů nezůstala utajena Boiorigovi, jenž vyslal k Maximovi vyjednavače s prosbou o půdu a o obilí.
Caepio se patrně obával, že pokud by Maximovy rozhovory s Boiorigem byly korunovány úspěchem, připadla by jeho konkurentovi veškerá sláva za zdárný výsledek. Proto se rozhodl přejít k akci a 6. října nečekaně napadl ležení Kimbrů. Ukvapený a špatně zorganizovaný útok Caepionových jednotek byl však zmařen houževnatostí obrany barbarů. Těm nyní nic nebránilo přepadnout Caepionův vlastní tábor, jenž byl zanechán prakticky nestřežen.
Kimbrové, jejichž smělost byla povzbuzena snadným vítězstvím, poté přikročili ke zničení zbývajících římských sil. V důsledku půtek mezi římskými veliteli nevalná morálka Maximových vojáků ještě poklesla při pohledu na drtivou porážku jejich spolubojovníků. Za jiných okolností by Římané pravděpodobně ustoupili, avšak mizerná poloha jejich tábora s řekou v týlu jim odřízla ústupové trasy. Mnozí se pokusili uniknout přes řeku, většina tehdejších legionářů však neuměla plavat, v čemž jim navíc překážela jejich výstroj. Počet Římanů, kterým se podařilo uprchnout, byl proto jen velice malý. Třebaže skutečná výše ztrát zůstává dosud předmětem diskusí, Livius tvrdí, že celkový počet padlých Římanů činil kolem 80 000. Mommsen navíc udává, že vedle 80 000 římských vojáků zahynulo v masakru u Arausia taktéž mnoho spojenců a táborového doprovodu. Veškerá kořist byla podle zvyku barbarů obětována bohům.

## Důsledky
Římané byli od počátku svých dějin válečnický národ, navyklý čelit nejrůznějším překážkám. Nicméně série debaklů završená katastrofou u Arausia vyvolala napětí v řadách římského lidu. Podle Grania Liciniana způsobila porážka mezi Římany takové zděšení, že Malliův kolega v úřadě konzul Publius Rutilius Rufus vydal nařízení, kterým se zakazovalo mužům mladším dvaceti pěti let opustit Itálii. Porážka obnažila kritický nedostatek lidských zdrojů v okamžiku, kdy se hrozivý nepřítel usadil na druhé straně nebráněných alpských průsmyků. V Římě byla však prohra připisována spíše Caepionově nadutosti nežli slabosti římského vojska. Nespokojenost lidu s vládnoucí třídou proto narůstala.
Oproti očekáváním a navzdory všem obavám však vítězné barbarské zástupy prozatím nepokračovaly v tažení na Řím. Kimbrové se střetli nejprve s galským kmenem Arvernů a po tvrdém boji se vydali na Pyrenejský poloostrov, kde se pokusili nalézt novou půdu k osídlení, zatímco Teutoni odtáhli do nitra Galie. Římané tím získali čas k reorganizaci a k posílení svého vojska, jež uskutečnil muž, který se měl stát zachráncem Říma před barbarskou hrozbou – Gaius Marius.
Římští historikové uváděli, že v půdě na místě konání bitvy se nacházelo veliké množství lidských ostatků, kvůli čemuž se mohli místní rolníci po mnoho let těšit neobvykle hojným výnosům.